# Wayne Rooney
Wayne Mark Rooney (* 24. Oktober 1985 in Liverpool) ist ein englischer Fußballtrainer und ehemaliger Fußballspieler. Der Rekordtorschütze von Manchester United war zuletzt von Juli bis Dezember 2024 Cheftrainer von Plymouth Argyle. 
Rooney lief als Spieler in 120 Partien für England auf und war mit 53 Toren bis 2023 deren Rekordtorschütze. Er nahm mit der Nationalmannschaft an je 3 Welt- und Europameisterschaften teil. Der Stürmer stand 559-mal für Manchester United auf dem Feld, darüber hinaus führte der Engländer das Nationalteam sowie alle seine Vereine zeitweise als Mannschaftskapitän an. Rooney gewann im Lauf seiner Zeit bei Manchester United fünf englische Meistertitel, je viermal den nationalen Super- und den Ligapokal, darüber hinaus jeweils einmal den FA-Cup, die Champions und die Europa League.

## Jugend
Wayne Rooney stammt aus Croxteth, einem sozial schwachen Arbeiterviertel im Osten der englischen Großstadt Liverpool und ist in einfachen Verhältnissen aufgewachsen. Vater Thomas Wayne war ein zumeist arbeitsloser Amateurboxer, Mutter Jeannette Marie arbeitete als Aushilfskraft. Die Eltern sind irisch-katholischer Herkunft und er hat mit Graeme und John zwei jüngere Brüder. Als Kind besuchte Rooney die katholischen Schulen Our Lady and Swithin's Primary School und die De La Salle Humanities School in Croxteth. Durch seinen Vater wurde er schon früh Fan des FC Everton und begeisterte sich neben dem Fußball auch für das Boxen.

## Karriere

### Im Verein

#### FC Everton
Rooney unterschrieb 1995 einen Jugendspielervertrag beim FC Everton. Im April 2002 wurde er erstmals in den Profikader berufen, sein Debüt in der Premier League folgte am 17. August gegen Tottenham. Als er am 19. Oktober 2002 das 2:1-Siegtor gegen den damals seit 30 Spielen ungeschlagenen Tabellenführer FC Arsenal erzielte, wurde er überregional bekannt. Damit war er damals der jüngste Torschütze der Premier-League-Geschichte. Derzeit liegt er auf Platz drei dieser Liste hinter James Milner und James Vaughan. Am Ende jener Saison bekam er von der BBC die Auszeichnung zur Sports Young Personality of the Year.

#### Manchester United

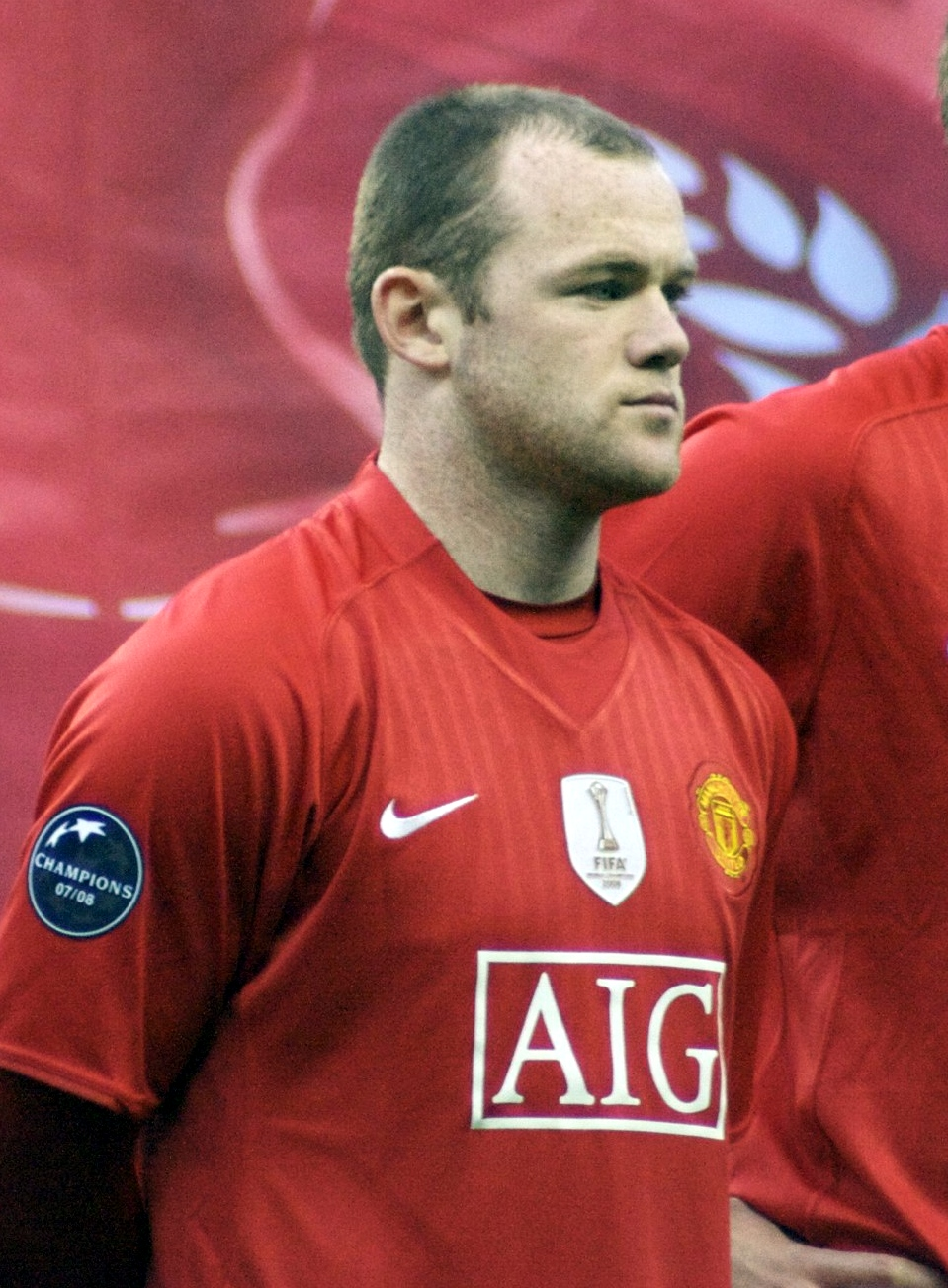
Rooney (2009)

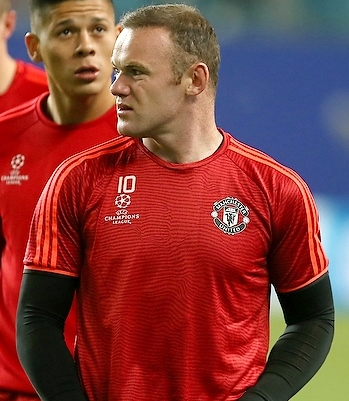
Rooney (2015)

Am 31. August 2004 unterschrieb Rooney einen Vertrag bei Manchester United. Dieser Transfer kostete den Verein 31 Millionen Pfund. Damit war der Transfer der damals zweitteuerste in der Geschichte Englands nach dem Transfer von Rio Ferdinand von Leeds United zu Manchester United 2002.
Rooney gab sein Debüt für Manchester am 28. September 2004 in der UEFA Champions League gegen Fenerbahçe Istanbul. In diesem Spiel erzielte er einen Hattrick (United gewann 6:2). Anfangs spielte Rooney noch mehr seitlich als in der Mitte, was Trainer Sir Alex Ferguson aufgrund immer größer werdender Kritik von Experten und Fans bezüglich der schlechten Form der Mannschaft aber korrigierte. Neben Ruud van Nistelrooy wurde der Engländer zweite Spitze. Seinen ersten Titel holte er 2006, als die Mannschaft den League-Cup gegen Wigan Athletic für sich entscheiden konnte. Rooney wurde im Finale zum „Man of the Match“ gewählt.
Am 17. Oktober 2006 war er in der Champions League gegen den FC Kopenhagen zum ersten Mal Kapitän. Damit wurde er zum damaligen Zeitpunkt zum jüngsten Kapitän der Vereinsgeschichte. Im November 2006 verlängerte er seinen Vertrag um zwei Jahre. Überraschend unterzeichnete Rooney im Oktober 2010 einen Vertrag, der ihn bis 2015 an den Verein band, obwohl er noch zwei Tage zuvor den Verein aufgrund der angeblich schlechten Zukunftsperspektiven verlassen wollte. Das Wochengehalt des neuen Vertrags betrug 180.000 £. Am 17. September 2013 erzielte Rooney beim Champions-League-Gruppenspiel gegen Bayer 04 Leverkusen seinen 200. Treffer für United, was zuvor nur Bobby Charlton, Denis Law und Jack Rowley gelungen war. Im Februar 2014 unterschrieb Rooney einen neuen Vertrag bis Sommer 2019. Über die nächsten fünf Jahre hätte Rooney damit ungefähr 85 Millionen Pfund (ca. 300.000 Pfund pro Woche) verdient. Am 21. Januar 2017 erzielte Rooney seinen 250. Treffer für Manchester United beim Unentschieden gegen Stoke City.
In der Saison 2006/07 hatte Rooney anfangs Probleme, als er die ersten zehn Pflichtspiele ohne Torerfolg blieb. Erst im elften Spiel gegen die Bolton Wanderers gelang ihm ein Hattrick. Es gab Spekulationen über seine mangelnde Fitness und über mangelndes Selbstvertrauen. Obwohl er anfangs Probleme hatte, erzielte er 23 Tore in den Pflichtspielen, United wurde zudem Meister.
Nach zwei Mittelfußbrüchen (2004 und 2006) verletzte er sich in der Saison 2006/07 zum dritten Mal schwer und laborierte an einem Haarriss im Fuß. Sein Comeback gab Rooney Ende September 2007. Er übernahm die vakante Nummer 10 vom ehemaligen United-Stürmer Ruud van Nistelrooy und gewann in dieser Saison neben der Meisterschaft mit Manchester United auch die Champions League.
In der Saison 2011/12 brach Rooney beim 5:0-Heimsieg von Manchester gegen die Wolverhampton Wanderers dem neunjährigen Jamie Thomas beim Aufwärmen die Hand, als er versehentlich den Ball in den Fanblock schoss.
Beim Gastspiel bei West Ham United im März 2014 traf Rooney mit einem Volleyschuss aus 45 Metern in der 8. Minute zum 1:0, später erzielte er den 2:0-Endstand. Mit seinem 211. Tor für United schloss Rooney in der ewigen Torjägerliste damit zum drittplatzierten Jack Rowley auf. Zur Saison 2014/15 wurde Wayne Rooney neuer Kapitän von Manchester United.
Am 21. Januar 2017 erzielte Rooney mit einem Freistoß in der 94. Minute gegen Stoke City den Ausgleich zum 1:1-Endstand, womit er nach 47 Jahren Bobby Charlton mit 253 Toren als Rekordtorschütze von Manchester United ablöste.

#### Rückkehr zum FC Everton
Nach 13 Jahren verließ Rooney Manchester United in Richtung seines Jugendvereins FC Everton. Er unterschrieb bei den Toffees einen Vertrag über zwei Jahre. Bei seinem zweiten Einsatz in der Saison 2017/18 gelang ihm gegen Manchester City sein 200. Treffer in der Premier League. Nur Rekordtorschütze Alan Shearer schaffte dies vor ihm.

#### Wechsel in die USA
Am 10. Juli 2018 wechselte Rooney während der laufenden MLS-Spielzeit 2018 in die USA zu D.C. United. Er unterschrieb beim MLS-Franchise aus Washington, D.C. als „Designated Player“ einen Vertrag mit einer Laufzeit bis zum 31. Dezember 2021. Bis zum Ende der regulären Saison kam Rooney in 20 Spielen zum Einsatz, in denen er zwölf Treffer erzielte. Zudem kam er einmal in den Playoffs zum Einsatz, in denen sein Team in der Knockout-Runde (erste Runde) im Elfmeterschießen an der Columbus Crew scheiterte, wobei Rooney seinen Elfmeter verschoss.

#### Karriereausklang als spielender Übungsleiter
Nach dem Saisonabschluss in den USA kehrte Rooney nach England zurück. Er unterschrieb beim Zweitligisten Derby County einen Vertrag mit einer Laufzeit bis zum 30. Juni 2021 mit einer Option auf ein weiteres Jahr und gehörte zudem dem Stab um Cheftrainer Phillip Cocu an. Am 26. Spieltag stand Rooney beim 2:1 gegen den FC Barnsley in seinem ersten Pflichtspiel für den Verein über die volle Spielzeit als Mannschaftskapitän auf dem Feld. Es folgten 29 weitere Ligaspiele sowie fünf Partien in nationalen Pokalwettbewerben inklusive sieben Treffern. Aufgrund einer COVID-19-Virusinfektion war Rooney im Oktober 2020 für zwei Wochen außer Gefecht gesetzt, ab Ende November absolvierte er dann schließlich kein Spiel mehr für das Team, da er Cocu interimistisch im Amt folgte.
Mitte Januar 2021 gab der Verein Rooneys Karriereende als Aktiver bekannt und ernannte ihn zum festen Cheftrainer der ersten Mannschaft.

### In der Nationalmannschaft

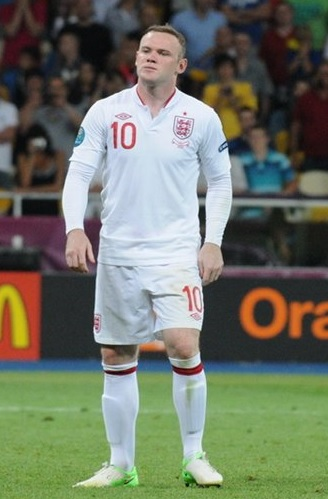
Rooney im Nationaltrikot Englands (2012)

Rooney ist irischer Abstammung und hätte daher auch für die irische Nationalmannschaft spielen können. Zudem versuchte Berti Vogts 2002 als damaliger Trainer der schottischen Nationalmannschaft Rooney für seine Mannschaft zu gewinnen, da eine Großmutter aus Schottland stammte. In einem Gespräch mit Vogts betonte Rooney jedoch ausdrücklich, nur für England spielen zu wollen.
Rooney gab sein Debüt am 12. Februar 2003 gegen Australien, damit wurde er der jüngste Spieler, der je in Englands Nationalmannschaft gespielt hatte. Dieser Rekord hielt bis zum Einsatz von Theo Walcott im Mai 2006. Rooney ist derzeit der jüngste Spieler, der je für die englische Nationalmannschaft ein Tor erzielte (2003 gegen Mazedonien). Rooney nahm 2004 an der Europameisterschaft teil. Am 17. Juni 2004 wurde er der jüngste Spieler, der je bei einer EM ein Tor erzielte. Dieser Rekord wurde vier Tage später vom Schweizer Johan Vonlanthen gebrochen. Im Viertelfinalspiel gegen Portugal (24. Juni 2004) verletzte sich Rooney am Mittelfußknochen. England schied im Elfmeterschießen aus. Rooney wurde ins offizielle „Euro 2004 All-Star“-Team gewählt und war bester Torschütze der englischen Mannschaft.
Aufsehen erregte Rooney, als er sich am 29. April 2006 kurz vor der Fußball-Weltmeisterschaft 2006 in Deutschland abermals den Mittelfußknochen brach. Durch ein Sauerstoffzelt, das auch David Beckham nach einem Fußbruch wieder schnell fit machte, konnte er bei der WM bereits im zweiten Gruppenspiel gegen Trinidad und Tobago (15. Juni) eingewechselt werden und spielte im letzten Gruppenspiel gegen Schweden (20. Juni) von Anfang an. Im Viertelfinalspiel gegen Portugal erhielt er wegen eines Fouls gegen Ricardo Carvalho einen Platzverweis und bekam eine Sperre sowie eine Geldstrafe von rund 3.500 Euro.
Auch die Weltmeisterschaft 2010 in Südafrika war für Rooney und die englische Nationalmannschaft durch eine 1:4-Niederlage gegen Deutschland im Achtelfinale bereits vorzeitig beendet. Rooney erzielte während des Turniers kein Tor und blieb unter seinen Möglichkeiten.
Nachdem Rooney im letzten Spiel der Qualifikation zur Europameisterschaft 2012 vom Platz gestellt worden war, sperrte ihn die UEFA für die komplette Gruppenphase des Turniers. Nach einem erfolgreichen Einspruch wurde die Sperre jedoch auf die ersten beiden Spiele gegen Frankreich und Schweden reduziert.
Am 19. Juni 2014 erzielte Rooney bei der Weltmeisterschaft 2014 im zweiten Gruppenspiel gegen Uruguay mit dem zwischenzeitlichen Ausgleich zum 1:1 im zehnten Spiel bei einer WM-Endrunde sein erstes Tor. Bei diesem Turnier musste England nach zwei Niederlagen und einem Remis allerdings schon in der Vorrunde die Segel streichen.
Am 28. August 2014 wurde er zum Kapitän der englischen Nationalmannschaft bestimmt, nachdem der vorherige Kapitän Steven Gerrard nach der WM zurückgetreten war.
Am 15. November 2014 machte er beim EM-Qualifikationsspiel gegen Slowenien als jüngster englischer Spieler sein 100. Länderspiel.
Am 8. September 2015 erzielte Rooney durch einen Strafstoß beim 2:0 im Heimspiel in Wembley gegen die Schweiz seinen 50. Treffer und wurde damit alleiniger Rekordtorschütze der englischen Nationalmannschaft.
Bei der Fußball-Europameisterschaft 2016 in Frankreich wurde er erneut als Stammspieler in das englische Aufgebot aufgenommen und spielte in allen vier Partien des Teams. Am 27. Juni verwandelte er in der vierten Minute im Achtelfinale der Fußball-Europameisterschaft 2016 gegen Island einen Elfmeter. Es blieb sein einziger Treffer bei dem Turnier, da Island das Spiel mit 2:1 gewann. Am 23. August 2017 gab Rooney seinen Rücktritt aus dem Nationalteam bekannt. Sein vorerst letztes Länderspiel hatte er im November 2016 bestritten, als er das Nationalteam als Kapitän zu einem 3:0-Sieg gegen Schottland in der WM-Qualifikation 2018 geführt hatte.
Am 15. November 2018 kehrte Rooney zu seinem Abschied für ein Spiel in die Nationalmannschaft zurück und absolvierte beim 3:0-Testspielsieg gegen die USA im Wembley-Stadion sein 120. und letztes Länderspiel, als er rund eine halbe Stunde vor dem Spielende eingewechselt wurde. In 120 Länderspielen erzielte Rooney 53 Tore, womit er nach Harry Kane der zweitbeste Torschütze der Engländer ist.

### Als Trainer
Nachdem Rooney bereits zum 14. Spieltag der Saison 2020/21 die interimistische Nachfolge des entlassenen Cheftrainers Phillip Cocu bei Derby County übernommen hatte, gab der Verein vor Absolvierung des 24. Spieltags seine Beförderung zum festen Übungsleiter bekannt. Er erhielt einen bis Juni 2023 laufenden Vertrag. Zu diesem Zeitpunkt befand sich das Team punktgleich mit Sheffield Wednesday auf Rang 22, einem direkten Abstiegsplatz. Am Ende platzierte sich Rooney mit dem Team auf dem ersten Nicht-Abstiegsplatz, wobei man auch von einem Punktabzug gegen Sheffield Wednesday profitierte. Im September 2021 musste Derby County Insolvenz anmelden und erhielt in der Folge insgesamt 21 Punkte abgezogen. Dadurch stand der Klub am Ende der Zweitligasaison 2021/22 mit sieben Punkten Abstand auf die Nicht-Abstiegsplätze auf dem vorletzten Tabellenplatz und musste erstmals seit 1986 in die englische Drittklassigkeit absteigen. Nachdem in den folgenden Wochen keine Übernahme des Klubs durch einen Investor vollzogen worden wurde, trat Rooney am 24. Juni 2022 von seinem Cheftrainerposten zurück. Derby County hatte gut einen Monat vor Saisonbeginn wegen einer Transfersperre lediglich fünf Profispieler unter Vertrag.
Im Juli 2022 übernahm er den Trainerposten bei D.C. United. Nach dem Verpassen der Play-offs in der Saison 2023 trennten sich Rooney und das Franchise am 8. Oktober 2023 wieder. Bereits wenige Tage später wurde Rooney als Nachfolger von John Eustace beim englischen Zweitligisten Birmingham City vorgestellt. Er erhielt einen Vertrag über dreieinhalb Jahre, zu seinem Trainerstab zählen Ashley Cole, John O’Shea und Carl Robinson. Nach nicht einmal drei Monaten im Amt wurde Rooney am 2. Januar 2024 entlassen, nachdem sein Team nur zwei von 15 Spielen gewinnen konnte, unter seiner Leitung stürzte das Team vom 6. auf den 20. Tabellenplatz ab.
Zur Saison 2024/25 wurde er Cheftrainer beim englischen Zweitligisten Plymouth Argyle. Im Dezember 2024 gab der Verein die Trennung von Rooney bekannt. Plymouth stand zu diesem Zeitpunkt auf dem letzten Tabellenplatz.

## Titel und Auszeichnungen
Rooney gewann alle Titel mit Manchester United:
International
- Champions-League-Sieger: 2008
- Europa-League-Sieger: 2017
- Klub-Weltmeister: 2008

National
- Englischer Meister (5): 2007, 2008, 2009, 2011, 2013
- Englischer Pokalsieger: 2016
- Englischer Ligapokalsieger (4): 2006, 2009, 2010, 2017
- Englischer Supercupsieger (4): 2007, 2010, 2011, 2016

Auszeichnungen
- Hall of Fame der Premier League: 2022
- FWA-Fußballer des Jahres: 2010
- PFA-Fußballer des Jahres: 2010
- FA Nationwide Player of the Year: 2008, 2009
- PFA-Jungspieler des Jahres: 2005, 2006
- PFA Fans’ Jungspieler des Jahres (Premiership): 2006
- Premier League Player of the Season: 2010
- Premier League Player of the Month: Februar 2005, Dezember 2005, März 2006, Oktober 2007, Januar 2010
- PFA Team of the Year: 2006, 2010
- Sir Matt Busby Spieler des Jahres: 2006, 2010
- Tor des Jahres in England: 2005, 2007, 2011
- All-Star-Team der Europameisterschaft: 2004
- Goldener Ball der FIFA-Klub-Weltmeisterschaft: 2008
- Torschützenkönig der FIFA-Klub-Weltmeisterschaft: 2008[35]
- Golden Boy: 2004
- Trofeo Bravo: 2003
- FIFPro Jungspieler des Jahres: 2005
- FIFA/FIFPro World XI: 2011
- MLS Best XI: 2018

## Saisonstatistik
| Verein            | Liga                | Saison          | Liga   | Liga | FA Cup | FA Cup | League Cup | League Cup | Europapokal | Europapokal | Andere | Andere | Gesamt | Gesamt |
| Verein            | Liga                | Saison          | Spiele | Tore | Spiele | Tore   | Spiele     | Tore       | Spiele      | Tore        | Spiele | Tore   | Spiele | Tore   |
| ----------------- | ------------------- | --------------- | ------ | ---- | ------ | ------ | ---------- | ---------- | ----------- | ----------- | ------ | ------ | ------ | ------ |
| FC Everton        | Premier League      | 2002/03         | 33     | 6    | 1      | 0      | 3          | 2          | -           | -           | -      | -      | 37     | 8      |
| FC Everton        | Premier League      | 2003/04         | 34     | 9    | 3      | 0      | 3          | 0          | -           | -           | -      | -      | 40     | 9      |
| Gesamt            | Gesamt              | Gesamt          | 67     | 15   | 4      | 0      | 6          | 2          | -           | -           | -      | -      | 77     | 17     |
| Manchester United | Premier League      | 2004/05         | 29     | 11   | 6      | 3      | 2          | 0          | 6           | 3           | -      | -      | 43     | 17     |
| Manchester United | Premier League      | 2005/06         | 36     | 16   | 3      | 0      | 4          | 2          | 5           | 1           | -      | -      | 48     | 19     |
| Manchester United | Premier League      | 2006/07         | 35     | 14   | 7      | 5      | 1          | 0          | 12          | 4           | -      | -      | 55     | 23     |
| Manchester United | Premier League      | 2007/08         | 27     | 12   | 4      | 2      | -          | -          | 11          | 4           | 1      | 0      | 43     | 18     |
| Manchester United | Premier League      | 2008/09         | 30     | 12   | 2      | 1      | 1          | 0          | 13          | 4           | 3      | 3      | 49     | 20     |
| Manchester United | Premier League      | 2009/10         | 32     | 26   | 1      | 0      | 3          | 2          | 7           | 5           | 1      | 1      | 44     | 34     |
| Manchester United | Premier League      | 2010/11         | 28     | 11   | 2      | 1      | -          | -          | 9           | 4           | 1      | 0      | 40     | 16     |
| Manchester United | Premier League      | 2011/12         | 34     | 27   | 1      | 2      | -          | -          | 7           | 5           | 1      | 0      | 43     | 34     |
| Manchester United | Premier League      | 2012/13         | 27     | 12   | 3      | 3      | 1          | 0          | 6           | 1           | -      | -      | 37     | 16     |
| Manchester United | Premier League      | 2013/14         | 29     | 17   | -      | -      | 2          | 0          | 9           | 2           | -      | -      | 40     | 19     |
| Manchester United | Premier League      | 2014/15         | 33     | 12   | 4      | 2      | -          | -          | -           | -           | -      | -      | 37     | 14     |
| Manchester United | Premier League      | 2015/16         | 28     | 8    | 5      | 2      | 2          | 1          | 6           | 4           | -      | -      | 41     | 15     |
| Manchester United | Premier League      | 2016/17         | 25     | 5    | 2      | 1      | 4          | 0          | 7           | 2           | 1      | 0      | 39     | 10     |
| Gesamt            | Gesamt              | Gesamt          | 393    | 183  | 40     | 22     | 20         | 5          | 97          | 39          | 8      | 4      | 559    | 255    |
| FC Everton        | Premier League      | 2017/18         | 31     | 10   | 1      | 0      | 1          | 0          | 7           | 1           | -      | -      | 40     | 11     |
| D.C. United       | Major League Soccer | 2018            | 21     | 12   | -      | -      | -          | -          | -           | -           | -      | -      | 21     | 12     |
| D.C. United       | Major League Soccer | 2019            | 29     | 11   | -      | -      | -          | -          | -           | -           | 2      | 2      | 31     | 13     |
| Gesamt            | Gesamt              | Gesamt          | 50     | 23   | -      | -      | -          | -          | -           | -           | 2      | 2      | 51     | 26     |
| Derby County      | EFL Championship    | 2019/20         | 20     | 5    | 4      | 1      | -          | -          | -           | -           | -      | -      | 24     | 6      |
| Derby County      | EFL Championship    | 2020/21         | 10     | 1    | -      | -      | 1          | 0          | -           | -           | -      | -      | 11     | 1      |
| Gesamt            | Gesamt              | Gesamt          | 30     | 6    | 4      | 1      | 1          | 0          | -           | -           | -      | -      | 35     | 7      |
| Karriere Gesamt   | Karriere Gesamt     | Karriere Gesamt | 571    | 237  | 49     | 23     | 28         | 7          | 104         | 40          | 10     | 6      | 784    | 327    |
| Quelle:           |                     |                 |        |      |        |        |            |            |             |             |        |        |        |        |

## Privatleben
Rooney ist seit 2008 mit seiner langjährigen Jugendfreundin Coleen verheiratet und lebt in Prestbury bei Manchester. Das Paar hat vier gemeinsame Söhne.
Für die Spielreihe FIFA von Electronic Arts sah man Rooney auf insgesamt sechs Covern der UK-Version, dabei viermal zusammen mit Ronaldinho, der insgesamt fünfmal dieses Cover sowie das der deutschen Version schmückte. Rooney zierte das deutsche Cover zweimal.